# Margo Stilley
Margo Stilley (Conway, 20 novembre 1982) è un'attrice ed ex modella statunitense.

## Biografia
Ex-fotomodella, la Stilley ha interpretato il ruolo di Lisa nel controverso film 9 Songs del 2004 di Michael Winterbottom: secondo The Guardian, uno dei film mainstream sessualmente più espliciti degli ultimi anni. Per via delle critiche al film, la Stilley chiese al regista di riferirsi a lei col nome del personaggio che lei interpretava, anziché che col suo vero nome.
Dopo 9 Songs l'intenzione dell'attrice era di smettere di recitare, anche se in realtà ha continuato a lavorare in piccole parti. Nel 2006 infatti è stata una guest star nella serie tv inglese Mayo mentre nel 2007 è apparsa nel film horror Reverb, in un'altra scena molto esplicita.

## Filmografia

### Cinema
- 9 Songs, regia di Michael Winterbottom (2004)
- Reverb, regia di Eitan Arrusi (2008)
- Star System - Se non ci sei non esisti (How to Lose Friends & Alienate People), regia di Robert B. Weide (2008)
- Goal III: Taking on the World, regia di Andy Morahan (2009)
- 14 Days with Victor, regia di Román Parrado (2010)
- Angel, regia di Ray Burdis (2015)
- The Host, regia di Andy Newbery (2020)

### Televisione
- Mayo - serie TV, 1 episodio (2006)
- Miss Marple - serie TV, episodio È troppo facile (2008)
- The Trip - serie TV (2010)
- The Trip to Spain - serie TV (2017)
- The Royals - serie TV (2017-2018)
- Patrick Melrose - serie TV, episodio Speranza (2018)
- The Trip to Greece - serie TV (2020)